# Accademia Athonita
L'Accademia Athonia (in greco Αθωνιάς Εκκλησιαστική Ακαδημία?) è una scuola religiosa greco-ortodossa fondata nel 1749 sul Monte Athos. La scuola offriva un'istruzione di alto livello, dove venivano insegnate la filosofia antica e le scienze fisiche moderne. Grazie all'accademia, la comunità monastica del Monte assunse un ruolo di primo piano nel Nuovo illuminismo greco durante il XVIII secolo. I circoli conservatori criticarono l'insegnamento promulgato dalla scuola e, per questo, fu chiusa nel 1821; venne riaperta nel 1842. L'Accademia fu chiusa anche negli anni dal 1916 al 1930 e dal 1940 al 1953 a causa delle guerre mondiali.

## Fondazione
L'accademia fu fondata nel 1749 per il monastero di Vatopedi, grazie all'iniziativa e al sostegno finanziario del patriarca ecumenico di Costantinopoli Cirillo V. Il primo edificio fu costruito sulla cima di una collina a nord-est di Vadopedi; al giorno d'oggi rimangono solamente le rovine di questa costruzione. Il primo direttore fu il teologo Neofito Kafsokalyvitis.

## Nuovo illuminismo greco

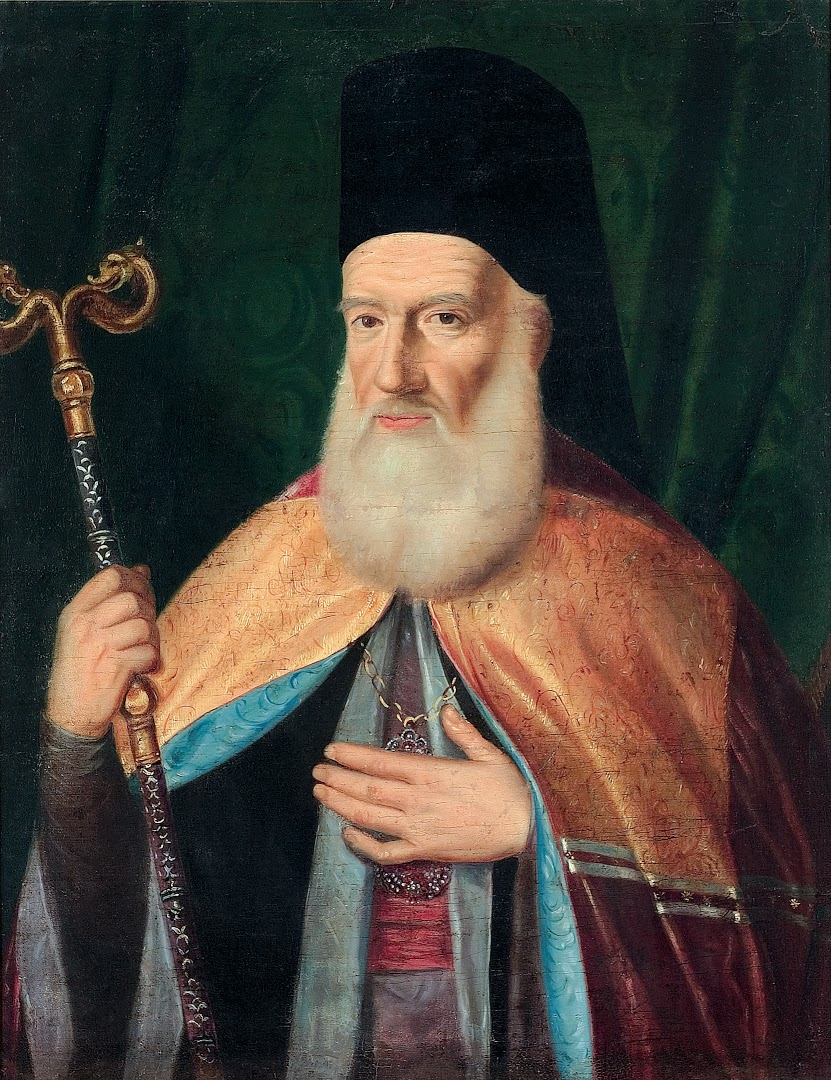
Eugenio Vulgaris (1716-1806), studioso, teologo e figura del nuovo illuminismo greco.

Nel 1753 il patriarcato ecumenico affidò a Eugenio Vulgaris il compito di rinnovare l'educazione ecclesiastica e questi accettò l'incarico divenendo direttore dell'Accademia. Durante gli anni di Vulgaris (1753–1759), il nuovo illuminismo greco influenzò la direzione degli studi di tutta la comunità monastica del Monte Athos. I metodi di insegnamento di Vulgaris per il rilancio e l'aggiornamento dell'apprendimento all'interno della Chiesa ortodossa prevedevano una formazione incentrata sugli studi classici combinati all'esposizione della filosofia europea moderna, filosofia che comprendeva le opere di Cartesio, Leibniz, Wolff e Locke. Vulgaris poté insegnare indisturbato finché poteva contare sul sostegno degli alti ecclesiastici.
Quando Cirillo V venne deposto dal trono patriarcale, i circoli conservatori del Monte Athos furono incoraggiati a schierarsi apertamente contro i metodi d'istruzione, ritenuti progressisti, di Vulgaris. Il direttore decise di dimettersi volontariamente nel 1759 e fu sostituito da Nikolaos Zerzoulis, noto come uno dei primi fautori della scienza newtoniana nell'educazione greca. Tuttavia, alla fine del XVIII secolo il tasso di alfabetizzazione sul Monte Athos era diminuito e i circoli locali tradizionali divennero sempre più ostili nei confronti dell'insegnamento progressista dell'Accademia.

## Dal XIX secolo ad oggi
L'istutuo fu chiuso nel 1821 allo scoppio della guerra d'indipendenza greca e riaperto nel 1845 a Karyes, il centro amministrativo del Monte Athos. L'accademia era sostenuta finanziariamente dai monasteri e dai monaci della regione dell'Athos.
Le lezioni furono sospese una prima volta dal 1916 al 1930 e una seconda volta dal 1940 al 1953 a causa rispettivamente della prima e della seconda guerra mondiale.

## Laureati famosi
- Cosma di Etolia
- Atanasio Parios
- Nicodemo l'Agiorita
- Rigas Feraios
- Iosipos Moisiodax
- Eulogios Kourilas